# لب خارجي

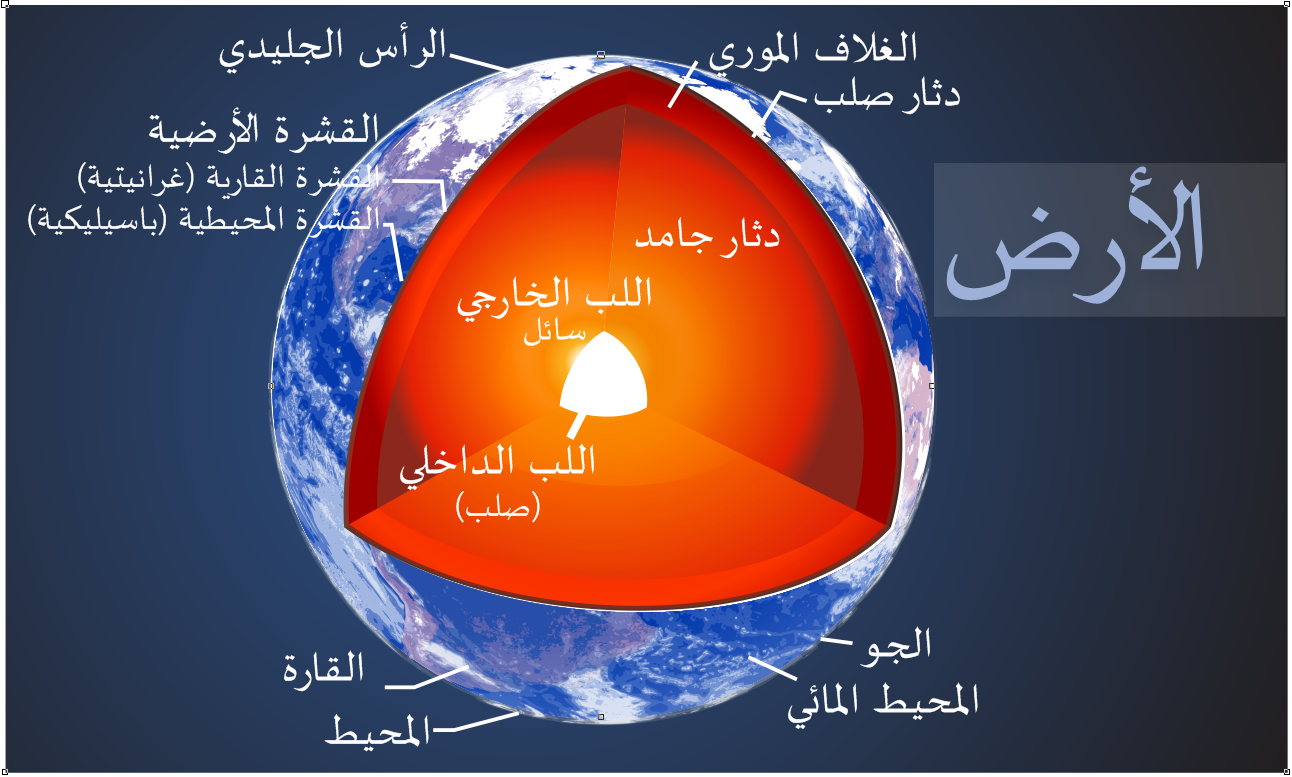
بنية كوكب الأرض

اللب الخارجي (أو النواة الخارجية) للكرة الأرضية هي طبقة سائلة تتكون بشكل رئيسي من الحديد والنيكل وتحيط باللب الداخلي الصلب للأرض وتقع تحت الدثار.
تعد طبقة اللب الخارجي الطبقة المسؤولة عن خاصية المغناطيسية الأرضية.

## الخصائص
تبلغ سماكة اللب الخارجي حوالي 2300 كم وسطياً، وهي تبدأ من عمق حوالي 2900 كم تحت سطح الأرض، إلى أن تلتقي مع المنطقة الانتقالية مع اللب الداخلي، وذلك في عمق يبلغ 5150 كم تقريباً.
تتراوح درجات الحرارة في اللب الخارجي للأرض من حوالي 4300 كلفن (4030 °س) في المناطق الخارجية إلى حوالي 6000 كلفن (5730 °س) بالقرب من اللب الداخلي للأرض. يؤدي هذا الارتفاع في درجات الحرارة إلى ازدياد اللزوجة، بالتالي تحدث عملية انتقال للحرارة بشكل مضطرب.
تؤثر التيارات الدوامية في سائل مصهور الحديد والنيكل المكون للب الخارجي على الحقل المغناطيسي للأرض، ويقدر أن متوسط قوة الحقل المغناطيسي في اللب الخارجي للأرض يصل إلى 2.5 ميلي تسلا، وهي قيمة أكبر بمقدار 50 مرة من قيمتها على سطح الأرض.

## اقرأ أيضاً
- لب داخلي
- بنية الأرض
- مغناطيسية أرضية